# داماد (سریال تلویزیونی ۲۰۱۴)
داماد (به هندی: Jamai Raja) با (عنوان بین‌المللی: پادشاه قلب‌ها (King of Hearts)) سریال تلویزیون درام هندی است که در روز ۴ اوت ۲۰۱۴ از شبکهٔ زی تی وی پخش آن شروع شد و در روز ۳ مارس ۲۰۱۷، بعد از ۳ سال نمایش موفقیت‌آمیز، به پایان رسید. سریال داماد، بعد از اتمام نمایش سریال دو قلب با یک ریسمان به هم وصل هستند، جایگزین این سریال شد و بعد از به پایان رسیدن سریال داماد، سریال پیا آلبلا جایگزین آن گردید.